# هانس فینکلشتاین
هانس فینکلشتاین (آلمانی: Hans Finkelstein؛ ۱۷ مه ۱۸۸۵ – دسامبر، ۱۹۳۸) شیمیدان اهل رایش آلمان بود. واکنش فینکلشتاین در شیمی آلی به افتخار وی نامگذری شده‌است.